# Dieta atlàntica
|  | No s'ha de confondre amb Dieta atlàntica del sud d'Europa. |

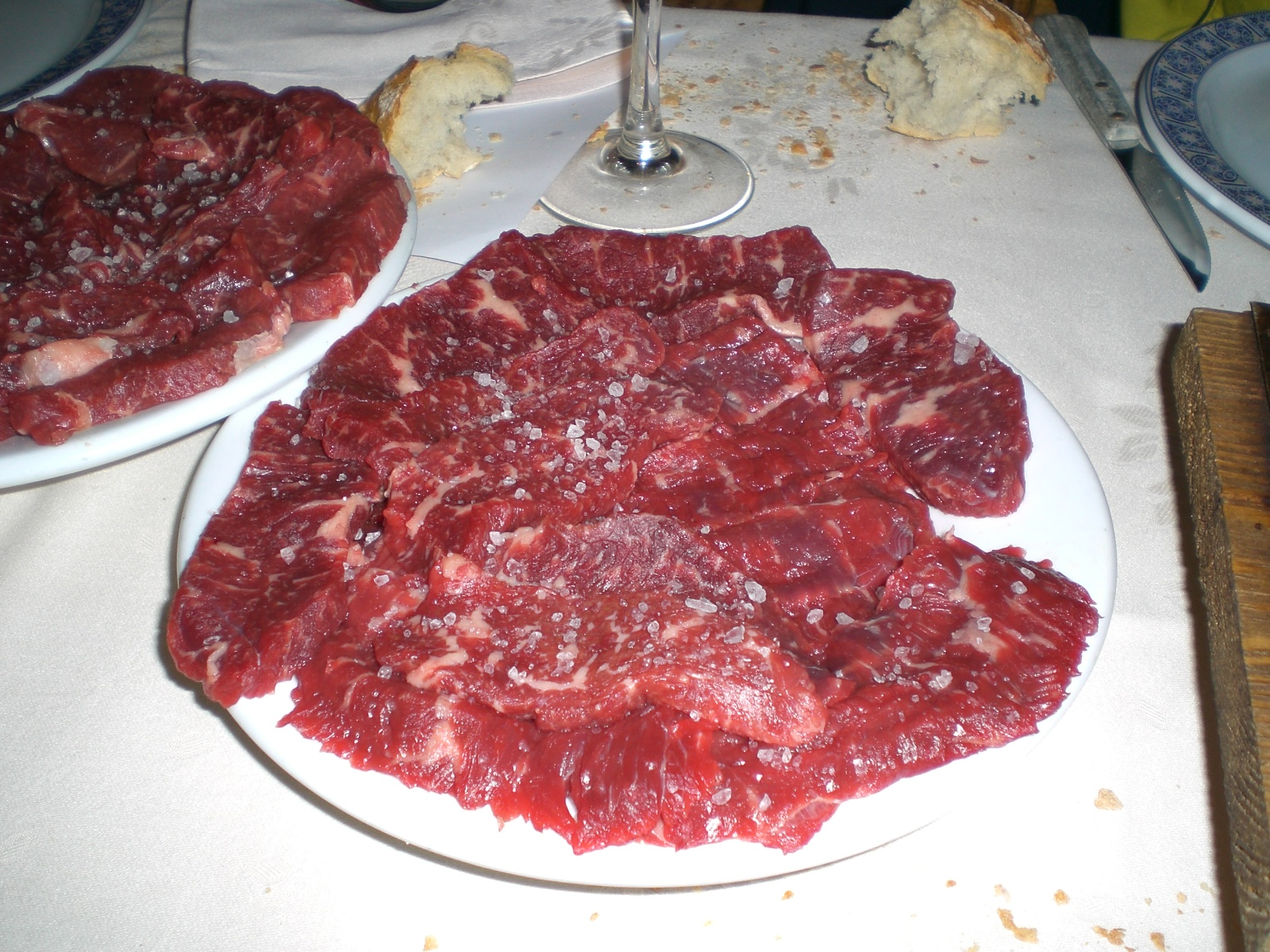
Carn de bou

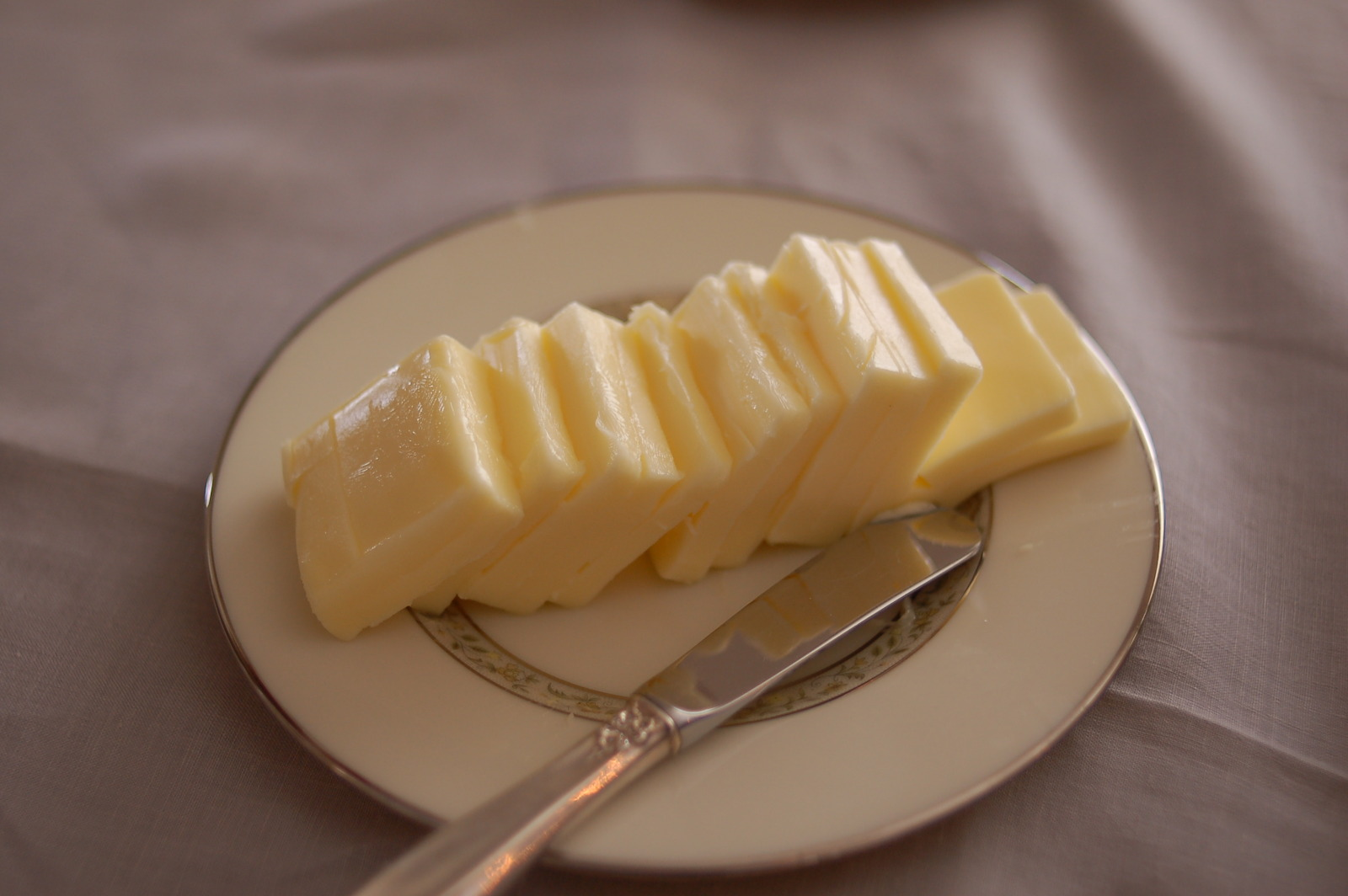
Mantega

La dieta atlàntica és la dieta pròpia de les cultures europees banyades per l'oceà Atlàntic, que es troben en algunes zones de Portugal, Espanya, França, Bèlgica, Luxemburg, Països Baixos, Dinamarca, Noruega, Regne Unit i Islàndia. Es caracteritza, entre altres coses, per un consum de proteïnes relativament elevat (superior, per exemple, al de la dieta mediterrània), especialment de carns roges, ous i productes làctics, a més de llegums. Una altra característica és que en general els greixos utilitzats són d'origen animal (mantega, llard, greix d'ànids, etc.) però en alguns països, com Portugal, Galícia, País Basc, etc. aquests són sovint reemplaçats en l'actualitat, per contacte amb la cultura mediterrània, per l'oli d'oliva. Un estudi fet l'any 2003 indica que, en general, s'observava un augment de l'ús d'oli d'oliva. El consum de carns magres, com el pollastre o el conill, i de fruites i hortalisses mediterrànies és inferior que a les cultures mediterrànies. En canvi, el consum de patata és molt elevat a la dieta atlàntica, i les verdures típiques que s'hi poden trobar són, per exemple, la col, la mongeta tendra, la ceba, l'all, la pastanaga i el pèsol. La fruita típica és la poma.
Tot i que, a priori, algunes persones tendeixen a imaginar que es tracta d'una dieta poc saludable, no té per què ser així. Un dels factors que es consideren menys sans és el consum abundant de greix animal, però avui aquest és cada cop més alternat amb olis vegetals i en particular oli d'oliva. Actualment alguns organismes i entitats concernides s'esforcen a difondre que la dieta tradicional atlàntica és variada, de qualitat i saludable.

## Existeix actualment una veritable dieta atlàntica?
Aspectes com la substitució de greix animal per vegetal, de peixos tradicionals atlàntics per mariscs i peixos de piscifactoria, o inclús de congelats d'altres indrets, la presa d'hàbits alimentaris existents a països completament diferents (com per exemple, els Estats Units), etc. fa difícil actualment considerar la dieta atlàntica com un ens específic i alguns autors suggereixen que avui en dia aquest nom potser no està ja justificat. Altres argumenten que el nom està mal escollit, perquè pretén fer referència a un territori (sobretot Galícia i Portugal) però que tal qual dona a entendre que es tracta de tots els països banyats per l'atlàntic al món, incloent així cuines tan diverses com la mexicana, la marroquina, la guineana, etc.
En canvi, parlant de gastronomia i cuina tradicional, que en principi seguiria les pautes clàssiques, sí que es poden trobar alguns trets generals comuns. A més de les carns roges, i en particular del bou, els peixos que solen usar-se són tradicionalment diferents dels típics mediterranis, així, per exemple, predomina molt més el salmó i en canvi alguns altres peixos blaus, com la sardina o el verat, hi són menys pressents. La manera de cuinar-los també canvia, ja que se sol fer en suquets però també en guisats i amb salses, sovint amb làctics, mentre que a la mediterrània -on també es fan suquets- tradicionalment es prefereixen a la graella o fregits, i en cap cas amb greixos animals o làctics. En general, els guisats i els plats al forn són més freqüents que a la cuina mediterrània. Quant a dolços, a la cuina tradicional atlàntica abunden més els pastissos, i es mengen més sovint, es guarneixen més habitualment de nata, cremes, etc. i hi ha més abundància de tartes i preparacions amb fruites (crumble, clafotís, pastís de poma, etc.) que es mengen d'una manera més quotidiana.
La cuina atlàntica no és homogènia i presenta característiques pròpies a cada lloc, depenent de les diferents cultures que hi han influït. La cuina atlàntica de Portugal i de la zona atlàntica d'Espanya, i en un menor grau de la d'Occitània, comparteixen, per exemple, alguns trets o influències de la cuina mediterrània.

## Característiques bàsiques
Diferents organismes i entitats han volgut crear una dieta idealitzada, saludable i recomanable a partir dels productes i hàbits atlàntics, refinant la dieta tradicional i adaptant-la a les circumstàncies actuals; de la mateixa manera que s'ha fet amb la mediterrània.
En principi, aquesta dieta hauria de basar-se, segons ells, en general en els ingredients atlàntics de bona qualitat sensorial i alt valor nutritiu cuinats segons les receptes i tradicions de cada cultura atlàntica. Reivindiquen el menjar com a acte social i festiu i no privar-se dels petits plaers de la taula, compensant la ingesta d'energia amb exercici físic diari.

## Aspectes nutricionals
Segons un estudi publicat el 2003 per Josef Schmidhuber i Bruce Traill, l'aportació de proteïnes està als nivells màxims dels recomanats per l'Organització Mundial de la Salut (OMS), però dins dels límits. Els sucres senzills també es mantenen al límit superior de les recomanacions de l'OMS. Observen una aportació important de greixos saturats i de colesterol. El nombre de calories també és massa alt. Això explicaria en part l'augment de trastorns coronaris i d'obesitat.
Però aquestes dades es fan segons els hàbits dietètics actuals, que avui inclouen la introducció del menjar ràpid i de noves tècniques culinàries i de productes que abans no s'usaven o es feien en quantitat menor. Per exemple, ara s'usa més oli d'oliva però als anys 60 es consumia menys quantitat de carn i menys calories diàries; a Portugal, Espanya i Regne Unit; que actualment. Diversos estudis, a més del de Schmidhuber i Traill, observen també que a Europa, uns hàbits dietètics més saludables depenen sobretot d'una major renda de les famílies.